# (53319) 1999 JM8
(53319) 1999 JM8 est un astéroïde Apollon aréocroiseur classé comme potentiellement dangereux. Il a été découvert par le programme LINEAR à Socorro le 13 mai 1999.
Il mesure entre 3,5 et 7 km, c'est le plus grand astéroïde potentiellement dangereux (PHA).

## Orbite
Sa distance minimale d'intersection de l'orbite terrestre est de 0,035839 ua soit 5 361 000 km.